# Mike Ibrahim
Mike Ibrahim est un auteur-compositeur-interprète français né à Paris.

## Biographie
Mike Ibrahim est né à Paris d'une mère franco-américaine et d'un père franco-malgache, mais c’est en Martinique qu’il passe une grande partie de son enfance.
En parallèle de ses études de lettres, Mike Ibrahim monte plusieurs groupes de musique, il se produit régulièrement dans des bars et des petites salles mais c’est pour son travail poétique qu’il sera d’abord remarqué. À 19 ans, il est déjà publié (sous son nom de naissance, Michael Seilhan-Ibrahim) dans la revue littéraire Poésie Éditions Seghers aux côtés de prestigieux auteurs tels qu'Aimé Césaire ou Monchoachi. Viendra ensuite Anthologie de la poésie française contemporaine, au Cherche Midi en 2004.
Musicalement, après diverses expériences, tout s’accélère en 2009 : Mike Ibrahim sort son premier disque La Route du Nord (Polydor/Universal) dans lequel il « joue la carte d'un métissage décomplexé et jubilatoire. Le tout servi par un art du second degré souvent acide, un regard dont l'ironie tendre passe au crible des sujets aussi divers que l'immigration ('Hellville'), la manipulation politique ('L'Illusionniste') ou les relations amoureuses ». L’album, qu’il a écrit et composé, est réalisé par Jean-Louis Piérot(réalisateur des albums d'Alain Bashung, Étienne Daho, Miossec...). 
À la suite de La Route du Nord (2009), Mike Ibrahim est sollicité par d’autres artistes. Il fait la première partie de Julien Clerc au Palais des Sports à Paris. Ce dernier le trouve « formidable » et lui demandera d’écrire un texte pour son album à venir Fou, peut-être(2011), ce sera Les Jours entre les jours de pluie. En 2013, il contribue à la totalité des chansons de Je veux du bonheur, nouvel opus du chanteur Christophe Maé, qui dit de lui qu’il est « la belle rencontre » de cet album certifié triple disque de platine.
Parallèlement, il travaille à l’écriture des chansons de son prochain album L’Enfant des Siècles enregistré au Studio Gang. Pour ce deuxième album dans lequel il affirme un style « poétique », Mike Ibrahim choisi de travailler avec le musicien et réalisateur Pierre Jaconelli (réalisateur entre autres, de l’album La Superbe de Benjamin Biolay).
L’enfant des Siècles sort en 2013 (Mercury/Universal).
En 2014, Mike Ibrahim, toujours « très demandé » participe à l’album live Born Rocker Tour de Johnny Hallyday. Il écrit également le titre Le Chemin de Pierre pour la Fondation Abbé-Pierre qu’il interprète aux côtés de Nolwenn Leroy, Jeanne Cherhal, Rose, Thomas Dutronc, Tété, Zaz...
En 2015, Mike Ibrahim obtient le prix de la « chanson de l'année » décerné par l'Union des Auteurs Compositeurs (UNAC) pour le titre Tombé sous le charme interprété par Christophe Maé.

## Discographie

### Collaborations
- 2007 : Paroles et Musique de Spring Rain chanté en duo avec Nhojj sur son album Soul Comfort.
- 2009 : Duo avec Stanislas sur Tu Verras en France (Yvan Coriat / Thibaud Renoult) sur son album Les Carnets De La Vigie.
- 2010 : Paroles et Musique de Bonne Espérance sur l’album Version Intégrale de Garou.
- 2011 : Paroles de Les Jours Entre Les Jours De Pluie sur l’album Fou, Peut-être de Julien Clerc.
- 2012 : Paroles et Musique de Les Yeux Des Mouches sur l’album Tout Va De Travers de Juliette Katz.
- 2012 : Paroles et Musique de Tu N’Iras Pas Danser sur l’album Ma Radio de Louisy Joseph.
- 2013 : Paroles sur Ma Douleur, Ma Peine, Tombé Sous Le Charme, Charly, La Poupée, À L’Abri, L’Automne, Ma Jolie, Ne T’En Fais Pas, L’Olivier’’, sur l’album Je Veux Du Bonheur de Christophe Maé.
- 2014 : Le Chemin De Pierre, single co-écrit avec Felipe Saldivia pour la Fondation Abbé Pierre.
- 2014 : Paroles de Quatre Murs sur l’album live  Born Rocker tour de Johnny Hallyday.